# 拜塔利
47°48′32″N 29°48′9″E / 47.80889°N 29.80250°E
拜塔利（烏克蘭語：Байтали）是位於烏克蘭西南部的村莊，由敖德薩州波季利斯克区的阿南伊夫市鎮負責管轄。該村始建於1723年，面積8.51平方公里，海拔高度92米，2001年人口917，人口密度每平方公里107.8人。